# 托尼·曼宁
托尼·曼宁（英語：Tony Manning，1943年1月9日—），澳大利亚男子田径运动员，主攻长距离赛跑。他曾代表澳大利亚参加1970年英联邦运动会田径比赛，获得男子3000米障碍赛金牌。